# Kulturelle Intelligenz
Kulturelle Intelligenz (Cultural Intelligence - CQ) ist definiert als die Fähigkeit eines Menschen, sich in kulturell divers aufgestellten Situationen und Umfeldern agil, effektiv und damit intelligent zu verhalten. Voraussetzung dafür ist es, kulturelle Unterschiede bewusst wahrzunehmen, sie wertfrei zu entschlüsseln und in die eigene Strategie, die eigene Vorgehensweise zu integrieren.
Der Begriff „kulturelle Intelligenz“, im Englischen CQ Cultural Intelligence wie IQ Intelligenzquotient, kam im Jahr 2003 in den Vereinigten Staaten auf. Zu den Pionieren der CQ-Forschung zählen der Betriebswirtschaftler P. Christopher Earley, Soon Ang Professorin für Management an der Nanyang Technological University in Singapur und David Livermore, Unternehmens- und Regierungsberater und Berater von verschiedenen NGOs.

## Anwendung
Die Globalisierung unterliegt aktuellen Veränderungen. Globalisierungsströme verlaufen nicht mehr ausschließlich von West nach Ost oder von Nord nach Süd. „Emerging Economies“ wachsen gleichzeitig zu Absatzmärkten und ernstzunehmenden Wettbewerbern heran. Nach dem CQ-Konzept wird daher zunehmend weltweit gearbeitet, da in verschiedenen Weltregionen unterschiedliche Regeln menschlicher Interaktion herrschen.
Im Sinne von „learning by doing“ läuft CQ auf eine spezielle Art von Persönlichkeitsentwicklung hinaus. Eigene kulturbedingte Einstellungen, Vorurteile und Verhaltensmuster, die dem einzelnen Menschen häufig nicht bewusst sind, kommen auf den Prüfstand. Bislang Selbstverständliches ist nicht mehr selbstverständlich; das Gefühl, überlegen zu sein, schwindet.
Dies wiederum bildet eine Ausgangsbasis dafür, darüber zu reflektieren, wie einem Gesprächspartner in „seiner“ Kultur entgegengekommen werden kann. CQ setzt auf eigene Erfahrungen und Einsichten. Mit Hilfe von Tipps, Empfehlungen und guten Ratschlägen gewinnt man zwar an Wissen, was aber, wie der Alltag zeigt, Verhalten nicht zwangsläufig ändert.

## Research Basis
CQ Cultural Intelligence wird auf Skalen in Form eines Online-Self-Assessment (Fragebogen) gemessen. Personen mit höheren Werten bewegen sich sicherer, souveräner, machen weniger Fehler und haben mehr Spaß.  Die Variationsbreite ihres Verhaltens erlaubt es ihnen, sich flexibel auf unterschiedliche Kulturen einzustellen, ohne sich zu verbiegen.
Ausgehend vom Konzept der multiplen Intelligenz wird CQ Cultural Intelligence als eine spezielle Form bzw. Ausprägung von Intelligenz definiert und als Grundlage für kulturell intelligentes Verhalten.
CQ geht zurück auf ein evidenzbasiertes Metamodell für Diversität und internationale Zusammenarbeit. D.h., das CQ Self Assessment ist ein über unterschiedliche Kulturen und Stichproben hinweg ausgetestetes diagnostisches Instrument. Die Reliabilität liegt bei > 0.70. Über diese Konsistenz und Stabilität der Ergebnisse hinaus ist das Verfahren valide; die CQ-Werte korrespondieren mit dem tatsächlichen Verhalten und sind ein zuverlässiger Prädiktor für Leistung in einem multikulturellen Umfeld.
Das CQ-Self-Assessment ist derzeit das einzige Instrument, das den üblichen testtheoretischen Kriterien entspricht. Die Eichstichprobe (normative data base) umfasst im Augenblick global 25.000 Teilnehmer. 
Federführend für die Verbreitung von Thesen zur CQ Cultural Intelligence sind das Cultural Intelligence Center, East Lansing, Michigan, die Nanyang Business School, Singapur, und protalent-CQ Development, München/Hamburg.

## Die vier Verhaltensdimensionen
CQ basiert auf insgesamt vier Verhaltensdimensionen, die individuell unterschiedlich stark ausgeprägt sein können.
Deutlich wird dadurch, wo bei einzelnen Personen und Teams der Entwicklungsbedarf liegt, um sich kulturell intelligenter zu verhalten.
- CQ Drive: Inwieweit interessiert sich  jemand für Fremd- und Andersartiges? Wie stark ist er davon überzeugt, sich in kulturell unterschiedlichen Umfeldern sicher bewegen zu können?
- CQ-Knowledge: Inwieweit sind jemandem die Unterschiede zwischen der eigenen und anderen Kulturen bewusst? Hat er dafür Verständnis?
- CQ-Strategy: Macht er aus diesen Unterschieden etwas? Ist er flexibel genug, um eigene Strategien anzupassen und umzustellen?
- CQ-Action: Verhält er sich im konkreten Fall kulturell auch intelligent und setzt neue Einsichten praktisch um?

Insgesamt ist CQ das gelungene Zusammenspiel dieser vier Dimensionen in einer konkreten Situation; d. h., jemand verhält sich kulturell intelligent.

## Kulturelle Intelligenz im Business
CQ als Ansatz vermittelt Strategien, die Wahrnehmung kulturbedingter Unterschiede über Äußerlichkeiten hinaus zu verbessern. Es gilt, diese Unterschiede nicht zu bewerten, sondern sie erst einmal als gegeben zu akzeptieren und sie in der eigenen Business-Praxis kreativ und intelligent umzusetzen.
Zu den Anwendungsfelder
- CQ-Seminare für unterschiedlichste Zielgruppen unterstützen einen fortlaufenden Erfahrungs-, Lern- und Entwicklungsprozess.
- CQ-Coaching von Einzelpersonen und Teams dient als Plattform für maßgeschneiderte Lösungen – sei es das Umgehen mit schwer durchschaubaren Situationen und Strategien, sei es das ins Laufen bringen von multikulturell zusammengesetzten Teams.
- Im Recruiting liefert CQ (online-self-assessment) ein objektives Bild von der evtl. entscheidenden kulturellen Intelligenz eines Kandidaten und seinem Entwicklungsbedarf.
- Um Expatriate bei der Entfaltung ihres „global mindset“ zu unterstützen, kann der CQ-Fragebogen als Begleit- und Messinstrument eingesetzt werden.
- CQ trägt bei zu einem globalen Employer Branding und Talentmanagement, verstanden als das Gewinnen, Entwickeln, Vervielfältigen und Binden von cross-cultural-talent.
- CQ unterstützt eine Organisation dabei, ein globales und kulturell offenes Selbstverständnis, eine entsprechend gelebte Kultur zu realisieren (Organisationsentwicklung)